# Suez (film, 1938)
Pour les articles homonymes, voir Suez.
Pour plus de détails, voir Fiche technique et Distribution.
Suez est un film américain réalisé par Allan Dwan, sorti en 1938.

## Synopsis
Ce film relate la période et les événements qui ont accompagné le creusement du canal de Suez long de 160 kilomètres entre 1859 et 1869. Il relate les péripéties imaginaires que Ferdinand de Lesseps aurait pu vivre entre Eugénie de Montijo et sa jeune secrétaire Toni Pèlerin.

## Fiche technique
- Titre : Suez
- Réalisation : Allan Dwan
- Assistant-réalisateur (non crédité) : Aaron Rosenberg
- Scénario : Philip Dunne et Julien Josephson d'après une histoire de Sam Duncan
- Dialogues : Stanley Logan (non crédité)
- Production : Darryl F. Zanuck, Gene Markey (en) producteur associé et Ralph Dietrich producteur assistant (non crédité)
- Société de production et de distribution : 20th Century Fox
- Photographie : J. Peverell Marley
- Musique : Louis Silvers, Robert Russell Bennett (non crédité), Charles Maxwell (non crédité), Cyril J. Mockridge (non crédité), David Raksin (non crédité) et Ernst Toch	(non crédité)
- Montage : Barbara McLean
- Direction artistique : Bernard Herzbrun et Rudolph Sternad (en)
- Décorateur de plateau : Thomas Little
- Création des costumes : Royer
- Pays d'origine :  États-Unis
- Format : Noir et blanc - Son : Mono (Western Electric Mirrophonic Recording)
- Genre : Film d'aventure, Drame
- Durée : 104 minutes
- Dates de sortie :
  - États-Unis : 14 octobre 1938 (première à New York)
  - États-Unis : 28 octobre 1938 (sortie nationale)
  - France : 21 décembre 1938

## Distribution

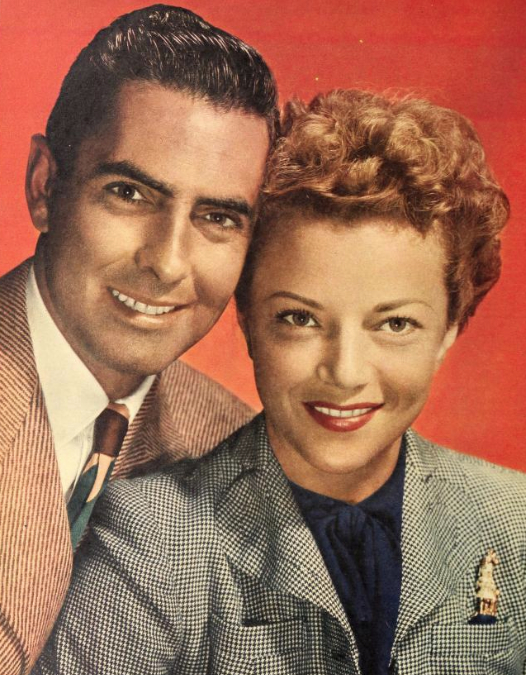
Annabella et Tyrone Power qui a été son époux de 1939 à 1948.

- Tyrone Power : Ferdinand de Lesseps
- Loretta Young : Comtesse Eugénie de Montijo
- Annabella : Toni Pèlerin
- Joseph Schildkraut : Vicomte René De Latour
- J. Edward Bromberg : Prince Saïd
- Henry Stephenson : Comte Mathieu de Lesseps
- Sidney Blackmer : Marquis Du Brey
- Maurice Moscovitch : Mohammed Ali
- Nigel Bruce : Sir Malcolm Cameron
- Sig Ruman : Sergent Pèlerin
- Miles Mander : Benjamin Disraeli
- George Zucco : Premier Ministre
- Leon Ames : Napoléon III
- Victor Varconi : Victor Hugo
- Rafaela Ottiano : Maria De Teba
- Albert Conti : M. Février
- Odette Myrtil : La duchesse
- Marcelle Corday : Mme Paquineau
- Leonard Mudie : Directeur de campagne

Et, parmi les acteurs non crédités :
- Jean De Briac : Un ingénieur
- Georges Renavent : Le président de la banque
- Michael Visaroff : Le marchand de bijoux

## Autour du film
- C'est sur le tournage de ce film que Tyron Power rencontre Annabella qu'il épousera en 1939.
- Les descendants de Ferdinand de Lesseps voulurent intenter un procès à la production du film car ils n'acceptaient pas qu'une liaison amoureuse plutôt que purement amicale, entre Ferdinand et Eugénie de Montijo qui était sa cousine, soit montrée dans le film. La production ne céda pas, menaçant d'évoquer plutôt les scandales de corruption, bien réels, de leur ancêtre. Les choses en restèrent là[1].